# Hidaka (gemeente in Wakayama)
 Hidaka  (Japans: 日高町, Hidaka-chō) is een  gemeente  in het district Hidaka van de Japanse prefectuur Wakayama. Begin  2008 had de gemeente een geschatte bevolking van 7.466 inwoners en een bevolkingsdichtheid van 161 inwoners per km². De totale oppervlakte van deze gemeente is 46,42 km².  De gemeente ontstond in haar huidige vorm op oktober 1954.

## Aangrenzende steden en gemeenten
- Gobo
- Mihama
- Yura

## Verkeer
- Er bevindt zich een treinstation op het grondgebied van Hidaka. Het station ligt op de JR West Kisei-lijn (Kinokuni-lijn).

(Gobo) – Station Kii-Uchihara – (Yura)
- Hidaka ligt aan de nationale Autoweg 42 en aan de prefecturale wegen  23 en 24.

## Bezienswaardigheden
- Kumano Kodo